# Mesías Guevara
Mesías Antonio Guevara Amasifuén (Chiclayo, 13 de junio de 1963) es un político peruano. Fue presidente del partido político Acción Popular desde noviembre del 2014 hasta noviembre del 2023, fecha en la que decidió renunciar al partido tras discrepancias internas. Ejerció como gobernador regional de Cajamarca desde el 2019 hasta el 2022 y como congresista de la república durante el periodo 2011-2016. Actualmente es miembro del Partido Morado.

## Biografía
Nació en la ciudad de Chiclayo, ubicado en el departamento de Lambayeque, el 13 de junio de 1963. Es hijo del exdiputado cajamarquino y miembro del partido Acción Popular, David Guevara Soto.
Realizó sus estudios primarios en la Escuela Adventista de Jaén y sus estudios secundarios en el Politécnico Pedro A. Labarthe y Colegio Militar Elías Aguirre de Chiclayo. En 1987 se graduó como ingeniero electrónico en la Universidad Ricardo Palma y en 1994 egresó de la segunda especialidad en proyectos de inversión en la Universidad Nacional de Ingeniería. En 2001, Guevara culminó un MBA en la Universidad Peruana de Ciencias Aplicadas y ha realizado estudios en la Universidad de Sevilla, cuenta con un diploma de Estudios Avanzados en Administración de Empresas. Actualmente es candidato a doctor en Administración de Empresas de dicha universidad. Ha sido director de la Escuela de Ingeniería Electrónica de la Universidad Ricardo Palma. Fue profesor en las escuelas de postgrado en la Universidad Nacional Federico Villarreal, la Universidad Nacional Mayor de San Marcos, en la Universidad Peruana Unión. Ha trabajado en el Instituto Nacional de Investigación y Capacitación en Telecomunicaciones y en Lucent Technologies.

## Carrera política
Al igual que su padre, Mesías Guevara decide afiliarse al partido Acción Popular en el año 2004. Luego decide participar por primera vez en la política en las elecciones generales del año 2006 como candidato al Parlamento Andino por el Frente de Centro, coalición liderada por el histórico Valentín Paniagua. Sin embargo, Guevara no tuvo éxito en su candidatura.
Postuló sin éxito a la presidencia del Gobierno Regional de Cajamarca en las elecciones regionales del 2006 y en las elecciones regionales del 2010.

### Congresista de la República
En las elecciones generales del año 2011, Guevara decide postular al Congreso de la República, en representación de su natal (en párrafos anteriores dicen que nació en Chiclayo, Lambayeque) Cajamarca, por la Alianza Perú Posible liderada por Alejandro Toledo. Fue elegido como congresista de la república, con 18,041 votos, para el periodo parlamentario 2011-2016.
Durante su gestión parlamentaria, presidió la Comisión Especial encargada de conmemorar el centenario del natalicio del expresidente Fernando Belaúnde Terry. También fue portavoz de la bancada Acción Popular - Frente Amplio. Impulsó la ley de banda ancha, la telesalud, los operadores móviles virtuales, el sistema de alertas tempranas y presidió la comisión Ancash
Ocupó el cargo de secretario general del partido en 2007 y reelegido desde 2011 hasta el 2013. Fue luego elegido como presidente de Acción Popular para el periodo 2014-2018.
Presentó su precandidatura presidencial para las elecciones generales del 2016, donde finalmente perdió ante Alfredo Barnechea.

### Gobernador Regional de Cajamarca
En las elecciones regionales del 2018, Guevara fue elegido Gobernador Regional de Cajamarca por Acción Popular. Juramentó el 1 de enero del 2019.
Culminó su gestión el 31 de diciembre del 2022. Tras la disolución del congreso del 2019, Guevara, como presidente de la Asamblea de Gobiernos Regionales del Perú, comunicó el respaldo de dicha organización a Martín Vizcarra.
Mejoró el indice de competitividad de Cajamarca sacándolo de los últimos lugares, mejoró la infraestructura de salud como los hospitales y establecimientos de salud, construyó instituciones educativas e impulsó la agricultura construyendo canales de riego y reservorios, construyó y mejoró caminos, realizó la digitalización de su región. Creó la marca Cajamarca y fomentó el turismo. Pagó la deuda social por un monto aproximado de 410 millones de soles de manera especial a los profesores. 
Tras su renuncia a Acción Popular, en 2024 Guevara se unió al Partido Morado.